# Méthode des éléments finis de frontière
Pour les articles homonymes, voir BEM.
La méthode des éléments finis de frontière, méthode des éléments frontière ou BEM - Boundary Element Method - en anglais, est une méthode de résolution numérique. Elle se présente comme une alternative à la méthode des éléments finis avec la particularité d'être plus intéressante dans les domaines de modélisation devenant infinis.

## Sources
- Introduction à la méthode des éléments finis de frontière
- (en)(Livre) DPSM for modeling engineering problems